# St Georges AFC
St Georges A.F.C. is een voetbalclub uit Douglas, de hoofdstad van het eiland Man.

## Erelijst

### Competitie
- 1e divisie, kampioen in seizoenen: 1956–57, 1960–61, 1961–62, 1991–92, 1993–94, 1994–95, 2003–04, 2004–05, 2006–07, 2007–08, 2008–09, 2010–11

#### Cup
- Manx FA Cup: 1928–29, 1946–47, 1954–55, 1956–57, 2004–05, 2007–08
- Hospital Cup: 1991–92, 1993–94, 2007–2008, 2008-2009
- Railway Cup: 1989–90, 1990–91, 2004–05
- Charity Shield: 2004–05, 2006–07

## Stadion
St Georges speelt zijn thuiswedstrijden op Glencrutchery Road, Douglas. De capaciteit van het stadion is onbekend.